# Wellit
Wellit var en tjock wellpapp avsedd för väggisolering i hus och kylskåp och som uppfanns av Carl Munters. Wellpappen lades i lager upp till decimetertjocka block vilka sedan doppades i en tjärblandning. Wellit fanns tillgänglig i början av 1940-talet och fram till 1969 eller 1970 då tillverkningen i Frånö upphörde till förmån för cellplasttillverkningen. Fabriken tillhörde vid tillfället Gullfiberkoncernen.